# Kilwa (Zambia)
Kilwa è un ward dello Zambia, parte della Provincia di Luapula e del Distretto di Nchelenge.